# Stutz Bearcat

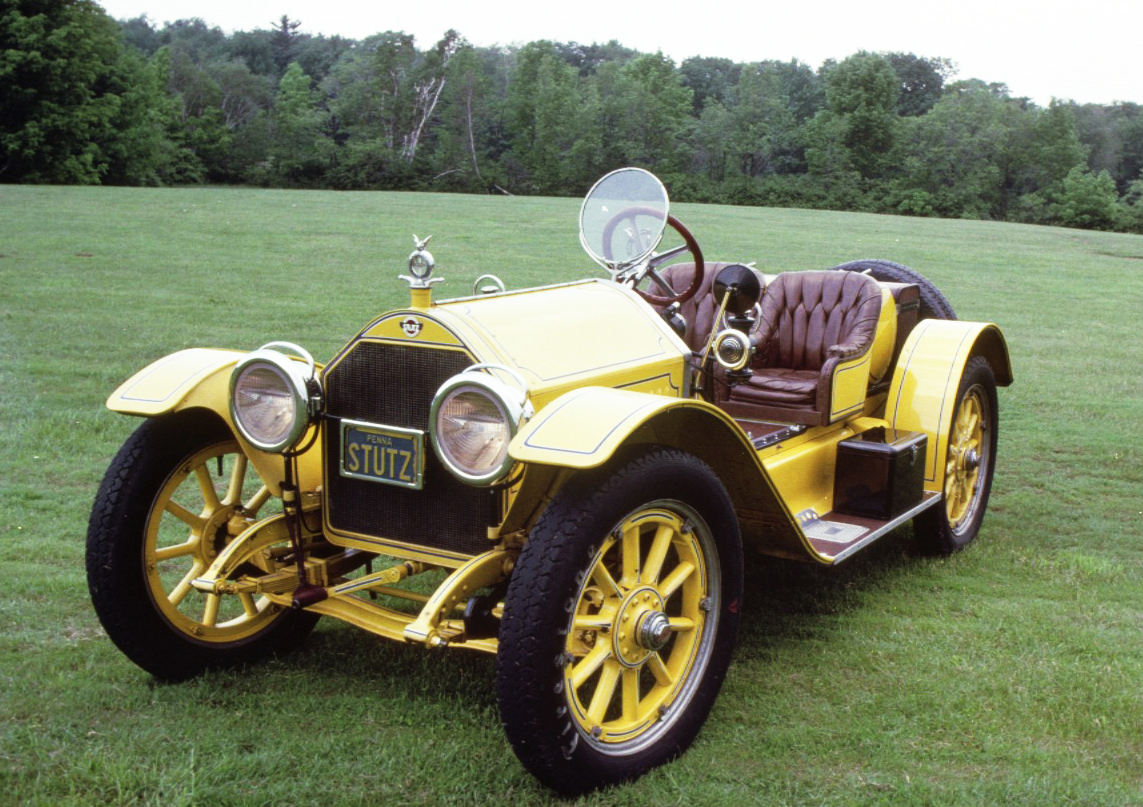
Stutz Bearcat

Stutz Bearcat американський гоночний автомобіль періоду до Першої світової війни компанії Stutz Motor Car Company з Індіанаполісу  штат Індіана.

## Історія
1911 була заснована компанія Ideal Motor Car Company, чиє зібране за 5 тижнів авто успішно стартувало у перегонах 500 миль Індіанаполіса. Наступного року її засновник Гаррі Штуц (англ. Harry C. Stutz) перезаклав компанію під власним іменем і розпочав виробництво родстера Stutz Bearcat на основі досвіду збирання, експлуатації першої машини.
Спортивні і гоночні Bearcat запустили в серію А 1912 року. Вони мали коротшу базу від стандартних шасі легкових авто Stutz (120 замість 130). Спочатку на них ставили 4-циліндровий мотор Wisconsin Motor Company об'ємом 390 д³ в 60 к.с.. Кузов мав відкриті сидіння, "монокль" перед водієм, циліндричний паливний бак ззаду. Спортивна весія відрізнялась наявністю крил і фар (серія Е 1913). З 1913 за додаткові $ 250 встановлювали 6-циліндровий мотор. З 1916 на кузові появились двері.
Серія S Bearcat (1917) отримало закритий кокпіт, 16 клапанний, 4-циліндровий мотор. Ручки перемикання передач і гальма знаходились зовні кузова. У 1919 появились серії G, Н, 1921 серія К з мотором "DH" з окремою головкою блоку циліндрів. З переходом на ліве розміщення керма вузький корпус Bearcat не надавався для розміщення в кузові важелів перемикання передач, гальма. З 1922 модель зникла з модельних списків. Ціна Stutz Bearcat приблизно в 4-13 разів перевищувала ціну Ford T (2000 проти 550 (1914). 3250 доларів проти 260 (1919)).
Нові моделі Bearcat виходили 1931, Super Bearcat 1933, репліки у 1960-х, 1970-х, 1987.

### Гоночні моделі

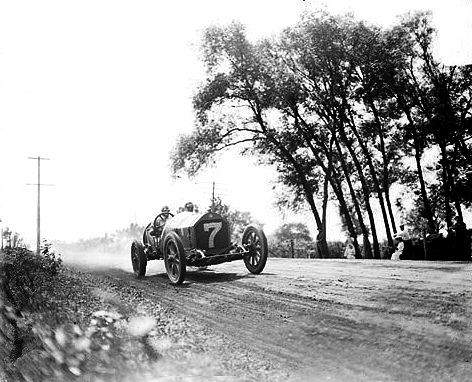
Гоночний Stutz Bearcat. 1912

До 1915 в гонках стартували серійні модифіковані машини без зайвих конструктивних елементів. У 1915 Гаррі Штуц збудував декілька спеціальних машин, званих "Білий ескадрон" (англ. White Squadron). Вони мали стальну раму, поздовні напівелептичні ресори, фрикційні амортизатори, механічні гальма на 4 колеса. На спеціальне замовлення Wisconsin Motor Company виготовила 4-циліндровий 16 клапанний мотор з верхнім розподільчим валом за зразком моторів компанії Peugeot, Mersedes. При об'ємі 4851 см³ і 3300 об/хв він видавав 130 к.с., що дозволяло розвивати швидкість 170 км/год. Трансмісія складалась з багатодискового мокрого зчеплення, 4-ступінчастої коробки передач. Дані моделі успішно виступали у перегонах США 1912-1919 років.